# ガボンの首相
ガボンの首相（ガボンのしゅしょう、フランス語: Premier ministre de la République gabonaise、英語: Prime Minister of Gabon）では、かつてガボン共和国及び独立以前のガボン自治共和国にて設置されていた首相、政府首班、行政府の長について一覧を掲げる。ガボンでは1961年から1975年、及び1997年から2009年まで正副大統領職が設置された。この期間を除くと、強大な権限を持つ大統領の下に行政を担当する首相が置かれた半大統領制を導入している。
2024年11月16日の国民投票で首相職を廃止し、二人の副大統領を導入する新憲法案が賛成多数で承認され、同年12月19日に新憲法が施行され、首相職は廃止されることとなった。2025年5月3日にブリス・クロテール・オリギ・ンゲマが選挙を経て大統領に就任したことを受け、翌4日にレイモン・ンドン・シマ暫定首相が辞任し、以降は廃止されている。首相に変わるポストとして新たに政府副大統領が設置され、その初代には2025年5月5日にアレクサンドル・バロ・シャンブリエが就任した。

## 首相一覧
斜体の日付は、職務として事実上継続していることを示している。また代数は、首相に就任した者のみを数え、首相職廃止時に大統領として行政府の長を務めた場合は除いた。
| 代               | 肖像                           | 氏名                                       | 就任             | 退任                       | 役職名                                                                                      | 所属                                                     | 特記事項                               |
| ガボン自治共和国 | ガボン自治共和国               | ガボン自治共和国                           | ガボン自治共和国 | ガボン自治共和国           | ガボン自治共和国                                                                            | ガボン自治共和国                                         | ガボン自治共和国                       |
| ---------------- | ------------------------------ | ------------------------------------------ | ---------------- | -------------------------- | ------------------------------------------------------------------------------------------- | -------------------------------------------------------- | -------------------------------------- |
| -                |                                | レオン・ムバ                               | 1957年5月21日    | 1958年7月26日              | 政府会議（統治評議会）副議長                                                                | BDG                                                      |                                        |
| -                | 1958年7月26日                  | レオン・ムバ                               | 1958年11月28日   | 政府会議（統治評議会）議長 |                                                                                             | BDG                                                      |                                        |
| -                | 1958年11月28日                 | レオン・ムバ                               | 1959年2月27日    | 臨時政府首班               |                                                                                             | BDG                                                      |                                        |
| -                | 1959年2月27日                  | レオン・ムバ                               | 1960年8月17日    | 首相                       |                                                                                             | BDG                                                      |                                        |
| ガボン共和国     |                                |                                            |                  |                            |                                                                                             |                                                          |                                        |
| 1                |                                | レオン・ムバ                               | 1960年8月17日    | 1961年2月21日              | 首相                                                                                        | BDG                                                      | 1960年8月17日大統領就任。              |
| -                | 1961年2月21日                  | レオン・ムバ                               | 1964年2月17日    | 大統領                     | 大統領制導入に伴い、首相職を廃止。1975年4月18日まで国家元首である大統領が行政権を行使する。 | BDG                                                      |                                        |
| -                |                                | ジャン＝イレール・オバメ                   | 1964年2月18日    | 1964年2月19日              | 臨時政府代表（暫定首相）                                                                    | Mil/UDSG                                                 |                                        |
| -                |                                | レオン・ムバ                               | 1964年2月19日    | 1967年11月28日             | 大統領                                                                                      | BDG                                                      | クーデターが失敗し復職、在任中に死去。 |
| -                |                                | アルベール＝ベルナール・ボンゴ             | 1967年12月       | 1968年                     | 大統領                                                                                      | BDG                                                      |                                        |
| -                | 1968年                         | アルベール＝ベルナール・ボンゴ             | 1973年9月29日    | PDG                        | 大統領                                                                                      |                                                          |                                        |
| -                | オマール・ボンゴ・オンディンバ | 1973年9月29日                              | 1975年4月16日    | PDG                        | 大統領                                                                                      | イスラム教に改宗しオマール・ボンゴ・オンディンバに改名。 |                                        |
| 2                |                                | レオン・メビアメ                           | 1975年4月16日    | 1990年5月3日               | 首相                                                                                        | PDG                                                      | 副大統領から首相に就任。               |
| 3                |                                | カジミール・オイエ・ムバ                   | 1990年5月3日     | 1994年11月2日              | 首相                                                                                        | n-p                                                      |                                        |
| 4                |                                | ポラン・オバメ＝ンゲマ                     | 1994年11月2日    | 1999年1月23日              | 首相                                                                                        | PDG                                                      |                                        |
| 5                |                                | ジャン＝フランソワ・ントゥトゥム・エマヌ   | 1999年1月23日    | 2006年1月20日              | 首相                                                                                        | PDG                                                      |                                        |
| 6                |                                | ジャン・エイエゲ・ンドン                   | 2006年1月20日    | 2009年7月17日              | 首相                                                                                        | PDG                                                      |                                        |
| 7                |                                | ポール・ビヨゲ・ムバ                       | 2009年7月17日    | 2012年2月28日              | 首相                                                                                        | PDG                                                      |                                        |
| 8                |                                | レイモン・ンドン・シマ                     | 2012年2月28日    | 2014年1月27日              | 首相                                                                                        | PDG                                                      |                                        |
| 9                |                                | ダニエル・オナ・オンド                     | 2014年1月27日    | 2016年9月29日              | 首相                                                                                        | PDG                                                      |                                        |
| 10               |                                | エマニュエル・イソゼ＝ンゴンデ             | 2016年9月29日    | 2019年1月12日              | 首相                                                                                        | PDG                                                      |                                        |
| 11               |                                | ジュリアン・ンコゲ・ベカレ                 | 2019年1月12日    | 2020年7月16日              | 首相                                                                                        | PDG                                                      |                                        |
| 12               |                                | ローズ・クリスティアンヌ・オスカ・ラポンダ | 2020年7月16日    | 2023年1月10日              | 首相                                                                                        | PDG                                                      |                                        |
| 13               |                                | アランクロード・ビリビンゼ                 | 2023年1月10日    | 2023年8月30日              | 首相                                                                                        | PDG                                                      | クーデターにより解任                   |
| 暫定             |                                | レイモン・ンドン・シマ                     | 2023年9月7日     | 2025年5月4日               | 首相                                                                                        | 無所属                                                   | 軍事政権が任命。2024年憲法改正で廃止   |
| -                |                                | アレクサンドル・バロ・シャンブリエ         | 2025年5月5日     | （現職）                   | 政府副大統領                                                                                | RPM                                                      | それまでの首相ポストに替わって設置。   |